# 瑪蘇麗
瑪蘇麗（Mahsuri），全名為Mahsuri binti Pandak Maya，是流傳於馬來西亞浮罗交怡傳說中的一名女子。

## 傳說
瑪蘇麗為十九世紀初浮罗交怡的一名美麗的已婚女性，被誣陷通姦罪而被處死刑，悲憤之下，她诅咒血將成為白色。後來以馬來短劍處死，血竟為白色，之後該地方發生多次災難而沒落，眾人因此相信是她是無辜被殺。到1980年代，浮罗交怡开始繁荣起来，有传言是因为她第七代後裔Wan Aishah Wan Nawawi的诞生，才结束了玛苏丽在岛上的诅咒。巧合的是，此时上任的马来西亚首相马哈迪·莫哈末正打算大力发展浮罗交怡，在马哈迪的领导下，该岛在1987年成为免税岛，此后每年都吸引了许多游客的到访。
當地並以她的墳墓作為觀光地點，但被懷疑墓是為觀光所假造。